# Kastriot Berishaj
Kastriot Berishaj (ur. 19 lutego 1984 w Glogovacu jako Tahir Veliu) – albański polityk, założyciel nacjonalistycznej organizacji Ruch na rzecz Zjednoczonej Albanii (alb. Lëvizja për Shqipëri të Bashkuar).

## Życiorys
Tahir Veliu urodził się 19 lutego 1984 w Glogovacu.
16 lipca 2016 roku został wybrany przewodniczącym Ruchu na rzecz Zjednoczonej Albanii. Ze względu na swoją ekstremistyczną działalność w Albanii, został 7 sierpnia uznany w Serbii jako persona non grata, następnie dnia 13 sierpnia został również objęty zakazem wstępu do Grecji z powodu antygreckiej działalności. Veliu został zatrzymany w okolicach Janiny z powodu nielegalnego przekroczenia granicy albańsko-greckiej.
W czerwcu 2017 roku został zatrzymany na granicy grecko-albańskiej przez albańską policję. Wraz z dwoma jego współpracownikami, Berishaj był poszukiwany od 27 maja, ponieważ był odpowiedzialny za nawoływanie do nienawiści, tworzenie sprzecznych z konstytucją partii politycznych, kolportaż niezgodnych z konstytucją wydruków, oraz za usunięcie i spalenie greckiej flagi z terenów instytucji administracyjnych w miejscowościach Aliko i Livadhja. 11 lipca tego roku sąd w Tiranie uznał jednak uznał ugrupowanie Tahira Veliu za zgodne z albańską konstytucją, która uznaje prawo do zjednoczenia narodowego za legalne.
W kwietniu 2018 zmienił nazwisko na Kastriot Berishaj, ponieważ uznał, że jego poprzednie nazwisko, Tahir Veliu, jest przykładem narzucania Albańczykom osmańskiej kultury.

## Poglądy
Berishaj jest zwolennikiem koncepcji Wielkiej Albanii. 
Uważa Ruch na rzecz Zjednoczonej Albanii za dobrowolny związek Albańczyków, których niezależnie od ich religii, poglądów politycznych bądź warstw społecznych, łączy jedność narodowa.

## Twórczość
- Platforma për Shqipëri të Bashkuar (2016) ISBN 978-0-9948098-0-3